# 234 av. J.-C.
Cette page concerne l'année 234 av. J.-C. du calendrier julien proleptique.

## Événements
- 26 juin (21 avril du calendrier romain) : début à Rome du consulat de Lucius Postumius Albinus et Spurius Carvilius Maximus Ruga[1].
  - Révolte contre Rome des Ligures, des Corses et des Sardes. Le consul Postumius est envoyé en Ligurie, son collègue Carvilius en Corse et le préteur P. Cornelius en Sardaigne. Le dernier meurt d'une maladie contagieuse, qui ravage son armée, et Carvilius passe en Sardaigne et la soumet[1].
  - 270 212 citoyens romains[2].

- Début du règne de Sauromace Ier, roi d'Ibérie (fin en 159 av. J.-C.)[3].
- En Chine, victoire de Qin sur Zhao à la bataille de Pingyang (100 000 têtes coupées)[4].
- La ville de Pleuron est détruite par Démétrios II de Macédoine en guerre contre la ligue étolienne[5].

## Naissances
- Caton l'Ancien.
- Modu, chan-yu des Xiongnu.

## Décès
- Pharnabaze Ier, roi d'Ibérie.